# شبه جزيرة أولمبيك

صورة الأقمار الصناعية لشبه جزيرة أولمبيك

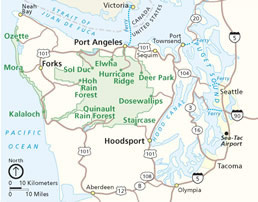
شبه جزيرة أولمبيك ومتنزه أولمبيك الوطني

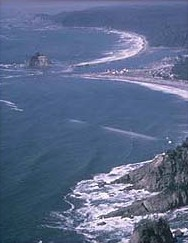
المحمية البحرية الوطنية لساحل أولمبيك

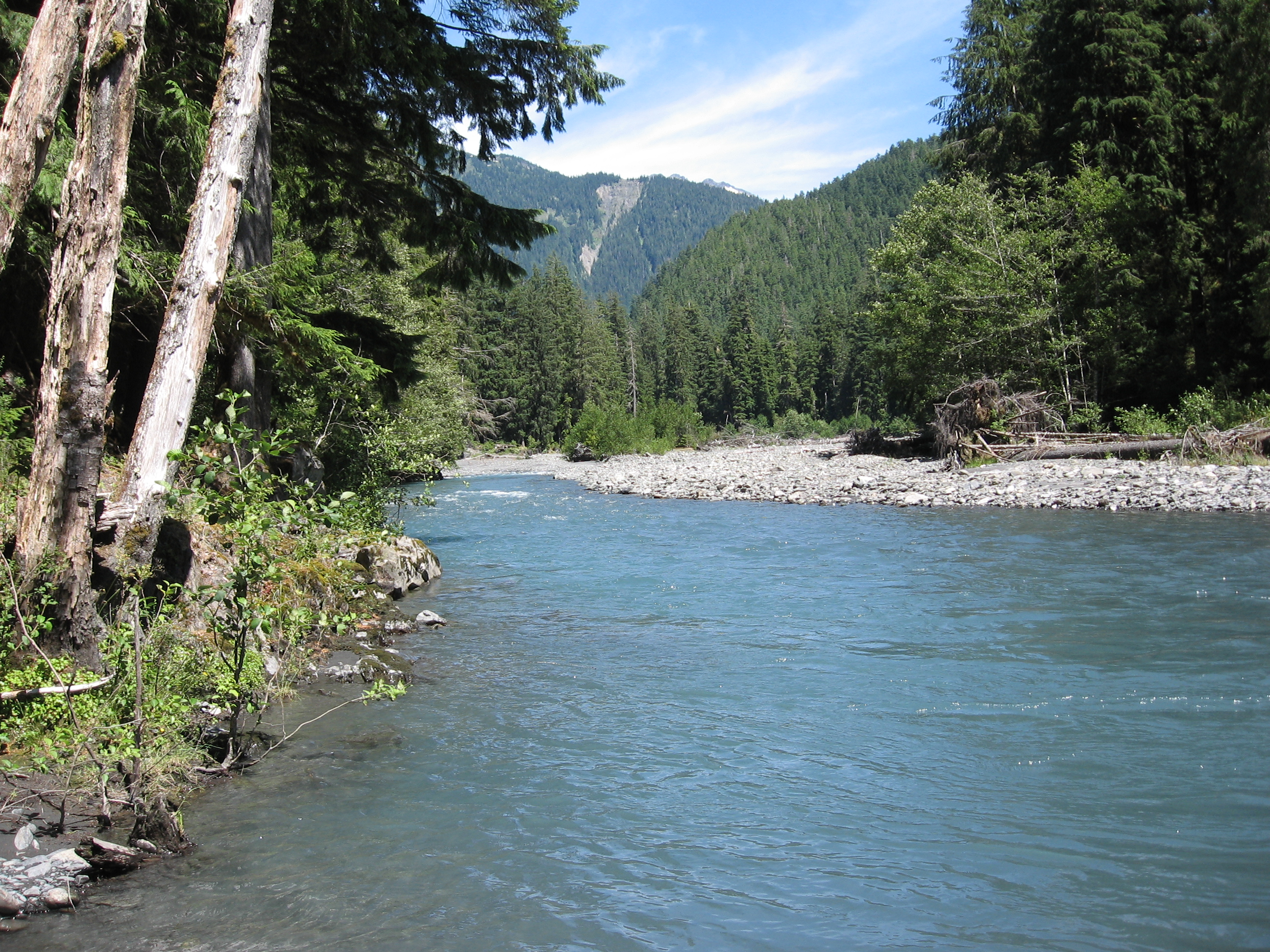
نهر كويتس

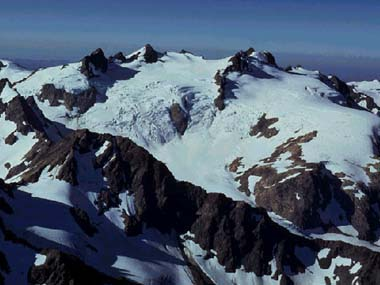
جبل أولمبس

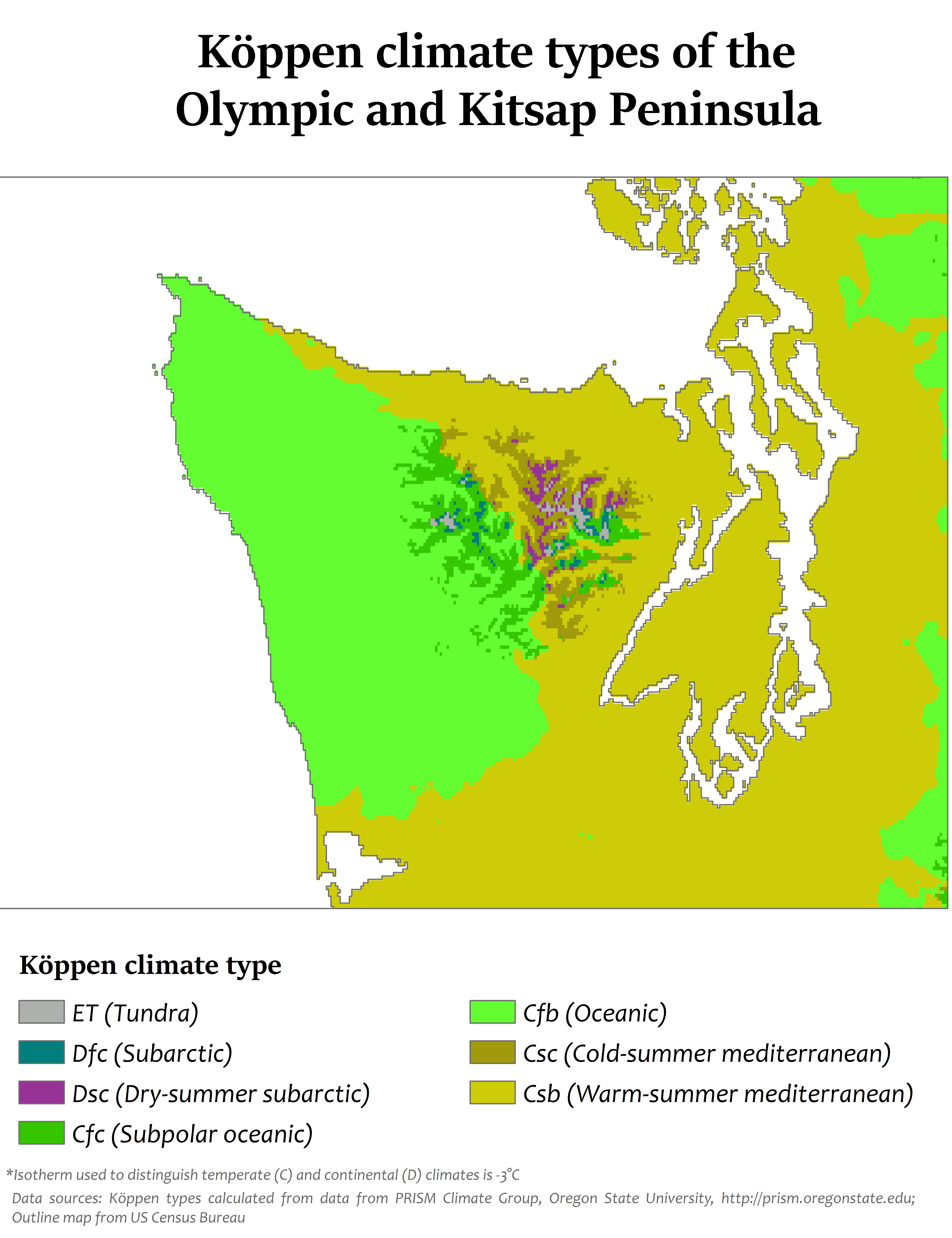
الأنماط المناخية في شبه جزيرة أولمبيك

شبه جزيرة أولمبيك، تقع في ولاية واشنطن الغربي من الولايات المتحدة الأمريكية، والتي تقع عبر بوجيه ساوند من سياتل.
يحدها من الغرب المحيط الهادئ، والشمال عن طريق مضيق خوان دي فوكا، والشرق من بوجيه ساوند. وتوجد العديد من الأماكن غير المستكشفة في شبه جزيرة أولمبيك في الماضي حتى كشفت عنها الولايات المتحدة في عام 1965 عن طريق هيئة المسح الجيولوجي الأمريكية.